# Carol Heiss
Carol Heiss, född 20 januari 1940 i New York, är en amerikansk före detta konståkare.
Heiss blev olympisk guldmedaljör i konståkning vid vinterspelen 1960 i Squaw Valley och tog silver vid vinterspelen 1956 i Cortina.